# Arvind Shah
Arvind Victor Shah, né le 4 décembre 1940 à Bombay, Inde, est un ingénieur et scientifique suisse.

## Biographie
Arvind Victor Shah naît le 4 décembre 1940 à Bombay, en Inde. Son père est un commerçant indien ; sa mère est italo-suisse[réf. nécessaire]. 
Il vit en Inde jusqu'en 1945, puis à Londres, en Grande-Bretagne, et à Zurich en Suisse à partir de 1948.[réf. nécessaire]
Il fait sa scolarité à Zurich et obtient sa maturité gymnasiale en 1958[réf. nécessaire]. Il poursuit ses études à l'École polytechnique fédérale de Zurich, au sein de la section Électrotechnique[réf. nécessaire]. Il sort diplômé de l'Institut de physique appliquée[réf. nécessaire] en 1963. Il a fait son doctorat au sein du même institut. Le titre de sa thèse était: Theoretische und praktische Untersuchungen über dielekrtische Anwendungen von Ferroelektrika. (Prof E. Baumann, référent; Prof. W. Känzig, co-référent), fini en 1968.  
Ensuite, il a travaillé comme Maître assistant, Chargé de cours et responsable pour un groupe de recherche pour des mandats industriels jusqu'en 1975. Déjà pendant ce temps, Shah avait l'intention de contribuer à l'éducation des ingénieurs en Inde. Après de longs préparatifs, il a réussi à lancer un projet concret en faisant intervenir les autorités concernées en Inde (Commission de l'électronique) et en Suisse (DDC). Il a ainsi fondé en 1975 le Centre for Electronics Design and Technology (CEDT) à l'Institut des Sciences à Bangalore. Il était le co-directeur du CEDT jusqu’en mars 1979. Entre-temps, il a été nommé professeur d’électronique à l'Université de Neuchâtel, fonction qu’il a rempli dès mars 1979. 
En 1985, il a fondé le laboratoire photovoltaïque au sein de l'Institut de microtechnique (IMT) de Neuchâtel. À partir des années 1980, il s’est spécialisé davantage dans la science des matériaux, dans la conception de cellules solaires photovoltaïques et autres dispositifs optoélectroniques, et tout spécialement dans les méthodes de dépôt de couches minces par plasma. Il a introduit en 1986 une nouvelle méthode de dépôt par plasma: la méthode du plasma VHF (Very High Frequency Plasma Deposition). Son groupe a introduit, en 1994, le silicium microcristallin comme nouveau matériau photo-actif dans le photovoltaïque. Une cellule solaire du type tandem, combinant une cellule solaire en silicium  amorphe avec une cellule solaire en silicium microcristallin, a été introduit par son laboratoire sous le nom de cellule solaire micromorphe. Shah a cherché des partenaires industriels pour la production de telles cellules. La firme OC Oerlikon a conclu un contrat de licences pour la fabrication des installations de production pour cellules et panneaux micromorphes . OC Oerlikon était en ce moment le deuxième fabricant mondial pour des installations de production destinées aux affichages du type cristaux liquides, dont la technique de production est très similaire à celle pour les cellules solaires micromorphes. Après des succès commerciaux initiaux, le marché des panneaux photovoltaïques a été complètement bouleversé par l’entrée sur scène des fabricants de panneaux solaires chinois, qui ont réussi, grâce à des subventions massives de leur gouvernement, à réduire le prix des modules photovoltaïques conventionnels en quelques années à un tiers du prix original.
En 1988, il est nommé, de façon supplémentaire, professeur pour les matériaux électroniques  à l'École polytechnique fédérale de Lausanne.
Après sa retraite prise en 2005, il travaille comme consultant pour des entreprises en Europe, aux États-Unis et en Inde.

## Distinctions
- 2005 : prix solaire suisse[8]
- 2007 : prix Becquerel pour l'ensemble de ses travaux dans le domaine du photovoltaïque[9].
- 2014 : docteur honoris causa de l'Université de Neuchâtel[10]

## Publications
- Arvind Shah (Ed.): Solar Cells and Modules. Springer Series in Materials Science, Vol. 301 (anglais), 2020, 366 p.,  (ISBN 978-3-030-46485-1)
- Jan Remund, Arvind Shah et Nicolas Wyrsch: Künftiger Beitrag der Photovoltaik zur Energiewende. Bulletin 5/2015[11]
- Thin-Film Silicon Solar Cells. EPFL Press, 2010[12]
- Towards very low-cost production of thin-film silicon solar modules on glass, Thin Solid Films, Vol. 502, 2006, p. 292-299
- Microcrystalline and micromorph solar cells, Proc. of the 31st IEEE PV Spec. Conf., 2005, p. 1353-1358
- Thin-film silicon solar cell technology, Progress in Photovoltaics: Research and Applications, Vol. 12, 2004, p. 113-142
- Microcrystalline silicon and micromorph tandem solar cells, Solar Energy Materials and Solar Cells, Vol. 78, 2003, p. 469-491
- Photovoltaic technology: the case for thin-film solar cells, Science, Vol. 285, 1999, p. 692-698
- Arvind Shah, Marco Saglini et Christian Weber, Integrierte Schaltungen in digitalen Systemen, Bâle, Birkhäuser, 1976 (ISBN 978-3-0348-5938-7).
- collection de publications[13]